# Francine Montpetit
Pour les articles homonymes, voir Montpetit.
Francine Montpetit est une comédienne et une journaliste québécoise née à Montréal en 1935.

## Biographie
En 1984, elle a reçu le prix Jules-Fournier du Conseil de la langue française « pour le sens esthétique de son écriture, la justesse et l’aisance de son style, la liberté, le mouvement et la capacité d’évocation de sa phrase, et pour sa contribution exemplaire à la qualité de la langue de la presse québécoise ». 
Elle fait partie de la distribution de téléromans : Beau temps, mauvais temps et Anne-Marie.
De 1973 à 1984, elle fut directrice de la revue Châtelaine.

## Honneurs
- 1981 - Prix Air Canada
- 1984 - Prix Jules-Fournier
- 1985 - Chevalier de l'Ordre national du Québec